# Skinn
Das Skinn ist eine Maßeinheit und historische Währungseinheit auf den Färöern. Etymologisch entspricht es dem Schilling.
- Als landwirtschaftliches Ertragsmaß der Färöer ist 1 Skinn 1/20 Gyllin (vgl. Gulden) und damit die kleinste Einheit in diesem Bereich.
- Als historische färöische Währungseinheit entspricht 1 Skinn 5 Pfennigen.
- Als Masseneinheit steht 1 Skinn für 1 Kilogramm (4 Mørk) beispielsweise Talg vom Schaf.
- Als Maßeinheit für Grindwalfleisch entspricht ein Skinn 38 kg Grindwalfleisch plus 34 kg Walspeck, also 72 kg Tvøst og Spik, wie es die Färinger nennen. In diesem Zusammenhang ist es wiederum 1/20 Gyllin.

In der färöischen Sprache bedeutet es neben diesen Einheiten auch Haut (wie im Englischen Skin), aber auch in der Wendung ein gott skinn so viel wie ein guter Mensch (vgl. z. B. ehrliche Haut im Deutschen).